# Cutoff
Der Begriff Cutoff (auch Cut-off) bzw. Toleranzgrenze bezeichnet einen Toleranzwert in der Analytik von Drogen und Medikamenten. Er legt fest, ab wann ein Testergebnis positiv bzw. negativ zu bewerten ist. Der Cutoff ist von der Nachweisgrenze zu unterscheiden.

## Sinn und Zweck
Aufgrund der Empfindlichkeit und Genauigkeit heutiger Messverfahren wird in der Analytik von Betäubungsmitteln und Medikamenten ein Grenzwert festgelegt, der gerade so gewählt ist, dass zufällige Kontaminationen wie Passivrauchen und damit „falsch positive“ Resultate vermieden werden. Würde man die volle Empfindlichkeit ausnutzen, so würde beispielsweise bereits das bloße Passivrauchen einer Cannabiszigarette oder das Anfassen eines mit Drogen kontaminierten Geldscheines zu einem positiven Ergebnis führen und könnte unter Umständen auch abstinente Menschen belasten.
Es kann daher durchaus vorkommen, dass ein Testergebnis als negativ gewertet wird, obwohl sich Drogen oder Medikamente finden ließen, sofern man unterhalb des Cutoffs liegt. Bei einem tatsächlichen Konsum entspricht die nachgewiesene Menge der Substanz etwa der zehn- bis tausendfachen Menge des Cutoff-Wertes.

## Größenordnung
Der Cutoff ist nur qualitativ international festgelegt, quantitativ kann er sich in jedem Laboratorium unterscheiden. Es gibt empfohlene Grenzwerte vom National Institute on Drug Abuse (NIDA). Sie liegen für die meisten Stoffe in der Regel zwischen 50 und 1000 ng/ml Probe.
In der Straßenverkehrsordnung ist generell ein positiver Drogennachweis als Ordnungswidrigkeit einzustufen, weshalb hier der Cutoff meist bedeutsam niedriger liegt. Hier ist die Stoffmenge von Relevanz, die zu einer Beeinflussung durch die Substanz führen kann. Beispielsweise gilt für Cannabis ein Wert von 1 ng/ml Probe, während die meisten Drogenscreenings einen Grenzwert von ca. 50 ng/ml Probe vorsehen.
Um die Nachweissicherheit zu gewährleisten und somit falsch positive Resultate zu vermeiden, liegt der Cutoff um ein Vielfaches oberhalb der Nachweisgrenze.